# 列島縦断 鉄道12000キロの旅 〜最長片道切符でゆく42日〜
「列島縦断 鉄道12000キロの旅 〜最長片道切符でゆく42日〜」（れっとうじゅうだん てつどう12000キロのたび さいちょうかたみちきっぷでゆく42にち）は、NHK BShiで2004年5月6日から6月23日まで生中継されたテレビ番組である。

## 放送概要
俳優・タレントの関口知宏を旅人に設定した旅番組である。
関口が最長片道切符を用いて日本列島を縦断する様子や途中経路にあたる全国のいろいろな駅の様子などを放送した。関口が先々でさまざまな人と触れ合う姿や全国のJR線沿線の車窓などは鉄道ファンのみならず一般視聴者にも好評を博した。
製作は、NHKと「えふぶんの壱」。

### 番組本編
番組本編は、2004年5月6日から6月23日までの42日間（日曜日は放送なし）、北海道の稚内駅を起点とし佐賀県の肥前山口駅を終点とする最長片道切符を用い、旅人である俳優の関口知宏が旅をするという形式をとって毎朝15分間、前日までの行程及び駅の紹介などを中心に各中継駅からBShiで生放送された（生放送当日の夜にBS2で再放送）。
瀬戸大橋線宇多津 - 岡山が重複区間となるため上記の切符の経路に四国4県は含まれていないが、番組本編では「特別編」と称して岡山駅で途中下車のうえ、以後岡山駅に戻ってくるまで普通乗車券と四国フリーきっぷを用いて経由した。
番組本編の中継は、中継駅ごとにその駅を管轄とするNHK各局の製作となっていた。ただし、北海道内の駅では、該当地域を管轄する放送局ではなく札幌局が担当していた。また、関東地方からの中継でも、茨城県以外からの中継は、すべて放送センター(東京)が担当した。

### 特番・ダイジェスト
5月5日放送の事前特番では、番組内容の告知を兼ねて鉄道による旅行を特集した内容を放送した。ここでは『最長片道切符の旅』を世に広め、前年に逝去した紀行作家宮脇俊三の書斎や宮脇が実際に使用した「広尾→枕崎」の片道切符も紹介されたほか、初めて最長片道切符による旅を試みた東京大学旅行研究会のメンバーの一人である鷲尾悦也もゲストとして出演した。なお、特番では、宮脇に敬意を表し「監修 宮脇俊三」のクレジットを入れていた。
番組本編に並行して、25分間の「ウィークリーダイジェスト」も総合テレビとBS2で翌週土曜深夜から日曜早朝にかけて放送された。その後、東京駅までの60分総集編「ここまで来ました!」及びそれ以後の行程の90分総集編「祝･達成!」がBShi、BS2と総合テレビで放送され、8月にはハイビジョン特集「決定版」1～3（各110分･計330分）がBShiとBS2で放送された。
9月18日と20日には、上記「決定版」1～3（計330分）を74分に編集した「列島縦断 鉄道12000km 〜最長片道切符の旅〜」が総合テレビでも放送された。このうち18日の放送は、土曜日午後7時30分からの放送（日本プロ野球選手会によるストライキに伴う差替）ということもあって平均視聴率13.5%を記録した。
なお、12月11・12日には、スタジオに関口を招き、未公開VTRも交えて42日間の旅を振り返る「追憶編」がBShiで放送された。又2005年2月11日には、関口が乗車していない列車の秘蔵映像も含めた、「列島縦断」の風景編と位置付けられる「ハイビジョン特集 日本大百科 完全保存版 車窓と列車の風景でつづる列島縦断・鉄道12000kmの旅」もBShiで放送された。

### その他
2010年2月7日から5月9日の毎週日曜日はチャンネル銀河で10:00から11:00まで3回分が放送された。

## 続編
2005年度には続編として「列島縦断 鉄道乗りつくしの旅〜JR20000km全線走破〜」を放送。春編（3月21日鹿児島県枕崎駅から4月30日福井県九頭竜湖駅まで）と秋編（9月26日九頭竜湖駅から11月3日北海道根室駅まで）の2回に分けて放送した（番組についての記事参照）。

## 中継駅
- 所在地の括弧内斜字は放送当時の（合併前）市町村名。
- リポーターの放送局名はNHKで放送時点の所属放送局。
- 「経過距離」の6/9および6/12以降の括弧内は本来の最長片道切符での経過距離。
- 「前中継駅からの所要時間」及び「前中継駅からの移動距離」の赤文字は上位5つ,青文字は下位5つを示し,そのあとの括弧内は順位。

| 月/日 | 駅名（読み）                                                                                      | 所在地                               | リポーター | 前中継駅からの所要時間      | 経過距離             | 前中継駅からの移動距離            | 経由した主要駅 |
| ----- | ------------------------------------------------------------------------------------------------- | ------------------------------------ | --- | --------------------------- | -------------------- | --------------------------------- | --- |
| 5/6   | 稚内駅（わっかないえき）                                                                          | 北海道稚内市                         | 遠藤亮（釧路放送局）※番組では道内全ての中継に携わるため、「NHK北海道」として紹介。ただし、エンディングの製作クレジットは、｢NHK札幌｣と表示されていた。 |                             | 0.0km                |                                   | |
| 5/6   | 稚内駅（わっかないえき）                                                                          | 北海道稚内市                         | 遠藤亮（釧路放送局）※番組では道内全ての中継に携わるため、「NHK北海道」として紹介。ただし、エンディングの製作クレジットは、｢NHK札幌｣と表示されていた。 | 名寄駅、永山駅、新旭川駅    | 0.0km                |                                   | |
| 5/7   | 生田原駅（いくたはらえき）                                                                        | 北海道紋別郡遠軽町（紋別郡生田原町） | 遠藤亮（釧路放送局）※番組では道内全ての中継に携わるため、「NHK北海道」として紹介。ただし、エンディングの製作クレジットは、｢NHK札幌｣と表示されていた。 | 8:21                        | 393.4km              | 393.4km                           | |
| 5/7   | 生田原駅（いくたはらえき）                                                                        | 北海道紋別郡遠軽町（紋別郡生田原町） | 遠藤亮（釧路放送局）※番組では道内全ての中継に携わるため、「NHK北海道」として紹介。ただし、エンディングの製作クレジットは、｢NHK札幌｣と表示されていた。 | 8:21                        | 393.4km              | 393.4km                           | 北見駅、網走駅 |
| 5/8   | 塘路駅（とうろえき）                                                                              | 北海道川上郡標茶町                   | 遠藤亮（釧路放送局）※番組では道内全ての中継に携わるため、「NHK北海道」として紹介。ただし、エンディングの製作クレジットは、｢NHK札幌｣と表示されていた。 | 9:00                        | 631.6km              | 238.2km                           | |
| 5/8   | 塘路駅（とうろえき）                                                                              | 北海道川上郡標茶町                   | 遠藤亮（釧路放送局）※番組では道内全ての中継に携わるため、「NHK北海道」として紹介。ただし、エンディングの製作クレジットは、｢NHK札幌｣と表示されていた。 | 9:00                        | 631.6km              | 238.2km                           | 釧路駅、帯広駅、旭川駅、札幌駅                                                                                             |
| 5/10  | 小樽駅（おたるえき）（塘路―小樽間は途中の美瑛駅で切って5月8・9日の2日間で移動。)                  | 北海道小樽市                         | 遠藤亮（釧路放送局）※番組では道内全ての中継に携わるため、「NHK北海道」として紹介。ただし、エンディングの製作クレジットは、｢NHK札幌｣と表示されていた。 | 17:14(1)(5/8→9:02,5/9→8:12) | 1226.8km             | 595.2km(2)                        | |
| 5/10  | 小樽駅（おたるえき）（塘路―小樽間は途中の美瑛駅で切って5月8・9日の2日間で移動。)                  | 北海道小樽市                         | 遠藤亮（釧路放送局）※番組では道内全ての中継に携わるため、「NHK北海道」として紹介。ただし、エンディングの製作クレジットは、｢NHK札幌｣と表示されていた。 | 17:14(1)(5/8→9:02,5/9→8:12) | 1226.8km             | 595.2km(2)                        | 倶知安駅、長万部駅 |
| 5/11  | 五稜郭駅（ごりょうかくえき）                                                                      | 北海道函館市                         | 遠藤亮（釧路放送局）※番組では道内全ての中継に携わるため、「NHK北海道」として紹介。ただし、エンディングの製作クレジットは、｢NHK札幌｣と表示されていた。 | 9:37                        | 1488.7km             | 261.9km                           | |
| 5/11  | 五稜郭駅（ごりょうかくえき）                                                                      | 北海道函館市                         | 遠藤亮（釧路放送局）※番組では道内全ての中継に携わるため、「NHK北海道」として紹介。ただし、エンディングの製作クレジットは、｢NHK札幌｣と表示されていた。 | 9:37                        | 1488.7km             | 261.9km                           | 青森駅、三沢駅 |
| 5/12  | 八戸駅（はちのへえき）                                                                            | 青森県八戸市                         | 楠美綾子（青森放送局） | 8:28                        | 1741.7km             | 253.0km                           | |
| 5/12  | 八戸駅（はちのへえき）                                                                            | 青森県八戸市                         | 楠美綾子（青森放送局） | 8:28                        | 1741.7km             | 253.0km                           | 盛岡駅、宮古駅、釜石駅 |
| 5/13  | 上有住駅（かみありすえき）                                                                        | 岩手県気仙郡住田町                   | 稲塚貴一（盛岡放送局） | 8:47                        | 2020.6km             | 278.9km                           | |
| 5/13  | 上有住駅（かみありすえき）                                                                        | 岩手県気仙郡住田町                   | 稲塚貴一（盛岡放送局） | 8:47                        | 2020.6km             | 278.9km                           | 花巻駅、北上駅 |
| 5/14  | 横手駅（よこてえき）                                                                              | 秋田県横手市                         | 三好正人（秋田放送局） | 9:02                        | 2159.6km             | 139.0km(40)                       | |
| 5/14  | 横手駅（よこてえき）                                                                              | 秋田県横手市                         | 三好正人（秋田放送局） | 9:02                        | 2159.6km             | 139.0km(40)                       | 秋田駅、酒田駅、村上駅、坂町駅                                                                                             |
| 5/15  | 米沢駅（よねざわえき）                                                                            | 山形県米沢市                         | 礒野佑子（山形放送局） | 11:08                       | 2544.4km             | 384.8km                           | |
| 5/15  | 米沢駅（よねざわえき）                                                                            | 山形県米沢市                         | 礒野佑子（山形放送局） | 11:08                       | 2544.4km             | 384.8km                           | 山形駅、新庄駅、小牛田駅、一ノ関駅、気仙沼駅                                                                               |
| 5/17  | 南気仙沼駅（みなみけせんぬまえき）（5月15日の移動自体は気仙沼駅まで。翌16日夕方に南気仙沼へ移動） | 宮城県気仙沼市                       | 北郷三穂子（仙台放送局） | 11:29(5/15→11:21,5/16→0:08) | 2863.6km             | 319.2km                           | |
| 5/17  | 南気仙沼駅（みなみけせんぬまえき）（5月15日の移動自体は気仙沼駅まで。翌16日夕方に南気仙沼へ移動） | 宮城県気仙沼市                       | 北郷三穂子（仙台放送局） | 11:29(5/15→11:21,5/16→0:08) | 2863.6km             | 319.2km                           | 前谷地駅、石巻駅、仙台駅、福島駅、岩沼駅                                                                                   |
| 5/18  | 小高駅（おだかえき）                                                                              | 福島県南相馬市（相馬郡小高町）       | 糸井羊司（福島放送局） | 9:38                        | 3202.7km             | 339.1km                           | |
| 5/18  | 小高駅（おだかえき）                                                                              | 福島県南相馬市（相馬郡小高町）       | 糸井羊司（福島放送局） | 9:38                        | 3202.7km             | 339.1km                           | いわき駅、郡山駅、会津若松駅、                                                                                             |
| 5/19  | 新津駅（にいつえき）                                                                              | 新潟県新潟市秋葉区（新津市）         | 阪本篤志（新潟放送局） | 9:52                        | 3532.0km             | 329.3km                           | |
| 5/19  | 新津駅（にいつえき）                                                                              | 新潟県新潟市秋葉区（新津市）         | 阪本篤志（新潟放送局） | 9:52                        | 3532.0km             | 329.3km                           | 東三条駅、長岡駅、燕三条駅、新潟駅、吉田駅、柏崎駅、宮内駅、越後川口駅、飯山駅、高田駅、直江津駅                           |
| 5/20  | 筒石駅（つついしえき）                                                                            | 新潟県糸魚川市（西頸城郡能生町）     | 阪本篤志（新潟放送局） | 13:40(4)                    | 3959.9km             | 427.9km(5)                        | |
| 5/20  | 筒石駅（つついしえき）                                                                            | 新潟県糸魚川市（西頸城郡能生町）     | 阪本篤志（新潟放送局） | 13:40(4)                    | 3959.9km             | 427.9km(5)                        | 糸魚川駅、信濃大町駅、松本駅                                                                                               |
| 5/21  | 姨捨駅（おばすてえき）                                                                            | 長野県千曲市                         | 新井信宏（長野放送局） | 7:35                        | 4126.6km             | 166.7km(38)                       | |
| 5/21  | 姨捨駅（おばすてえき）                                                                            | 長野県千曲市                         | 新井信宏（長野放送局） | 7:35                        | 4126.6km             | 166.7km(38)                       | 長野駅、高崎駅、上毛高原駅、越後湯沢駅、新前橋駅、小山駅、宇都宮駅                                                         |
| 5/22  | 黒磯駅（くろいそえき）                                                                            | 栃木県那須塩原市（黒磯市）           | 森下和哉（東京アナウンス室） | 8:11                        | 4614.0km             | 487.4km(3)                        | |
| 5/22  | 黒磯駅（くろいそえき）                                                                            | 栃木県那須塩原市（黒磯市）           | 森下和哉（東京アナウンス室） | 8:11                        | 4614.0km             | 487.4km(3)                        | 白河駅、安積永盛駅 |
| 5/24  | 常陸大子駅（ひたちだいごえき）                                                                    | 茨城県久慈郡大子町                   | 小田切千（水戸放送局） | 6:52                        | 4754.4km             | 140.4km(39)                       | |
| 5/24  | 常陸大子駅（ひたちだいごえき）                                                                    | 茨城県久慈郡大子町                   | 小田切千（水戸放送局） | 6:52                        | 4754.4km             | 140.4km(39)                       | 水戸駅、新松戸駅、南浦和駅、赤羽駅、池袋駅、田端駅、秋葉原駅、千葉駅、成田駅、松岸駅、東金駅、安房鴨川駅、蘇我駅、新木場駅 |
| 5/25  | 東京駅（とうきょうえき）                                                                          | 東京都千代田区                       | 森下和哉（東京アナウンス室） | 14:15(2)                    | 5371.8km             | 617.4km(1)                        | |
| 5/25  | 東京駅（とうきょうえき）                                                                          | 東京都千代田区                       | 森下和哉（東京アナウンス室） | 14:15(2)                    | 5371.8km             | 617.4km(1)                        | 新宿駅、西国分寺駅、武蔵浦和駅、大宮駅、倉賀野駅、拝島駅、立川駅、川崎駅、品川駅、西大井駅、横浜駅                         |
| 5/26  | 桜木町駅（さくらぎちょうえき）                                                                    | 神奈川県横浜市中区                   | 森下和哉（東京アナウンス室） | 11:44                       | 5668.1km             | 296.3km                           | |
| 5/26  | 桜木町駅（さくらぎちょうえき）                                                                    | 神奈川県横浜市中区                   | 森下和哉（東京アナウンス室） | 11:44                       | 5668.1km             | 296.3km                           | 大船駅、国府津駅、沼津駅、富士駅、甲府駅                                                                                   |
| 5/27  | 四方津駅（しおつえき）                                                                            | 山梨県上野原市（北都留郡上野原町）   | 鈴木貴彦（甲府放送局） | 9:05                        | 5948.1km             | 280.0km                           | |
| 5/27  | 四方津駅（しおつえき）                                                                            | 山梨県上野原市（北都留郡上野原町）   | 鈴木貴彦（甲府放送局） | 9:05                        | 5948.1km             | 280.0km                           | 八王子駅、新横浜駅、新富士駅、豊橋駅、豊川駅                                                                               |
| 5/28  | 小和田駅（こわだえき）                                                                            | 静岡県浜松市天竜区（磐田郡水窪町）   | 内藤雄介（静岡放送局） | 8:58(5/27→8:54,5/28→0:04)   | 6359.8km             | 411.7km                           | |
| 5/28  | 小和田駅（こわだえき）                                                                            | 静岡県浜松市天竜区（磐田郡水窪町）   | 内藤雄介（静岡放送局） | 8:58(5/27→8:54,5/28→0:04)   | 6359.8km             | 411.7km                           | 辰野駅、川岸駅、岡谷駅、みどり湖駅、塩尻駅、                                                                               |
| 5/29  | 土岐市駅（ときしえき）                                                                            | 岐阜県土岐市                         | 船岡久嗣（岐阜放送局） | 7:32                        | 6624.5km             | 264.7km                           | |
| 5/29  | 土岐市駅（ときしえき）                                                                            | 岐阜県土岐市                         | 船岡久嗣（岐阜放送局） | 7:32                        | 6624.5km             | 264.7km                           | 名古屋駅 |
| 5/31  | 弥富駅（やとみえき）                                                                              | 愛知県弥富市（海部郡弥富町）         | 三瓶宏志（名古屋放送局） | 4:08(42)                    | 6684.1km             | 59.6km(42)                        | |
| 5/31  | 弥富駅（やとみえき）                                                                              | 愛知県弥富市（海部郡弥富町）         | 三瓶宏志（名古屋放送局） | 4:08(42)                    | 6684.1km             | 59.6km(42)                        | 亀山駅、津駅、新宮駅 |
| 6/1   | 周参見駅（すさみえき）                                                                            | 和歌山県西牟婁郡すさみ町             | 吉岡大輔（和歌山放送局） | 6:50(38)                    | 6981.6km             | 297.5km                           | |
| 6/1   | 周参見駅（すさみえき）                                                                            | 和歌山県西牟婁郡すさみ町             | 吉岡大輔（和歌山放送局） | 6:50(38)                    | 6981.6km             | 297.5km                           | 和歌山駅、高田駅、桜井駅、奈良駅、天王寺駅、西九条駅、大阪駅、京橋駅、木津駅                                               |
| 6/2   | 伊賀上野駅（いがうえのえき）                                                                      | 三重県伊賀市（上野市）               | 大木浩司（津放送局） | 9:32                        | 7335.5km             | 353.9km                           | |
| 6/2   | 伊賀上野駅（いがうえのえき）                                                                      | 三重県伊賀市（上野市）               | 大木浩司（津放送局） | 9:32                        | 7335.5km             | 353.9km                           | 柘植駅、草津駅、山科駅、近江塩津駅                                                                                         |
| 6/3   | 米原駅（まいばらえき）                                                                            | 滋賀県米原市（坂田郡米原町）         | 松野靖彦（大津放送局） | 6:55                        | 7509.0km             | 173.5km                           | |
| 6/3   | 米原駅（まいばらえき）                                                                            | 滋賀県米原市（坂田郡米原町）         | 松野靖彦（大津放送局） | 6:55                        | 7509.0km             | 173.5km                           | 岐阜駅、高山駅 |
| 6/4   | 猪谷駅（いのたにえき）                                                                            | 富山県富山市（婦負郡細入村）         | 河島康一（富山放送局） | 7:49                        | 7747.8km             | 238.8km                           | |
| 6/4   | 猪谷駅（いのたにえき）                                                                            | 富山県富山市（婦負郡細入村）         | 河島康一（富山放送局） | 7:49                        | 7747.8km             | 238.8km                           | 富山駅、金沢駅、福井駅 |
| 6/5   | 敦賀駅（つるがえき）                                                                              | 福井県敦賀市                         | 大橋信之（福井放送局） | 6:40(39)                    | 7974.5km             | 226.7km                           | |
| 6/5   | 敦賀駅（つるがえき）                                                                              | 福井県敦賀市                         | 大橋信之（福井放送局） | 6:40(39)                    | 7974.5km             | 226.7km                           | 小浜駅、東舞鶴駅、綾部駅                                                                                                   |
| 6/7   | 京都駅（きょうとえき）                                                                            | 京都府京都市下京区                   | 稲垣秀人（京都放送局） | 4:09(41)                    | 8161.4km             | 186.9km                           | |
| 6/7   | 京都駅（きょうとえき）                                                                            | 京都府京都市下京区                   | 稲垣秀人（京都放送局） | 4:09(41)                    | 8161.4km             | 186.9km                           | 新神戸駅、西明石駅、神戸駅、尼崎駅、福知山駅、豊岡駅                                                                       |
| 6/8   | 餘部駅（あまるべえき）                                                                            | 兵庫県美方郡香美町（城崎郡香住町）   | 別井敬之（神戸放送局） | 7:30                        | 8513.5km             | 352.1km                           | |
| 6/8   | 餘部駅（あまるべえき）                                                                            | 兵庫県美方郡香美町（城崎郡香住町）   | 別井敬之（神戸放送局） | 7:30                        | 8513.5km             | 352.1km                           | 鳥取駅 |
| 6/9   | 因幡社駅（いなばやしろえき）                                                                      | 鳥取県鳥取市（八頭郡用瀬町）         | 堀井洋一（鳥取放送局） | 5:58(40)                    | 8581.5km             | 68.0km(41)                        | |
| 6/9   | 因幡社駅（いなばやしろえき）                                                                      | 鳥取県鳥取市（八頭郡用瀬町）         | 堀井洋一（鳥取放送局） | 5:58(40)                    | 8581.5km             | 68.0km(41)                        | 東津山駅、佐用駅、姫路駅、相生駅、播州赤穂駅、岡山駅、坂出駅                                                               |
| 6/10  | 高松駅（たかまつえき）                                                                            | 香川県高松市                         | 山田賢治（高松放送局） | 11:26                       | 8871.5km(8799.7km)   | 290.0km(うち最長片道切符外71.8km) | |
| 6/10  | 高松駅（たかまつえき）                                                                            | 香川県高松市                         | 山田賢治（高松放送局） | 11:26                       | 8871.5km(8799.7km)   | 290.0km(うち最長片道切符外71.8km) | 佐古駅、阿波池田駅 |
| 6/11  | 土佐北川駅（とさきたがわえき）                                                                    | 高知県長岡郡大豊町                   | 田代杏子（高知放送局） | 11:01                       | 9066.6km             | 195.1km                           | |
| 6/11  | 土佐北川駅（とさきたがわえき）                                                                    | 高知県長岡郡大豊町                   | 田代杏子（高知放送局） | 11:01                       | 9066.6km             | 195.1km                           | 高知駅、窪川駅、北宇和島駅、伊予長浜駅                                                                                     |
| 6/12  | 下灘駅（しもなだえき）                                                                            | 愛媛県伊予市（伊予郡双海町）         | 白鳥哲也（松山放送局） | 10:43                       | 9326.4km             | 259.8km                           | |
| 6/12  | 下灘駅（しもなだえき）                                                                            | 愛媛県伊予市（伊予郡双海町）         | 白鳥哲也（松山放送局） | 10:43                       | 9326.4km             | 259.8km                           | 松山駅、今治駅、新居浜駅、宇多津駅、岡山駅                                                                                 |
| 6/14  | 亀甲駅（かめのこうえき）                                                                          | 岡山県久米郡美咲町（久米郡中央町）   | 高谷智泰（岡山放送局） | 9:19                        | 9617.9km(8848.8km)   | 291.5km(うち最長片道切符49.1km)   | |
| 6/14  | 亀甲駅（かめのこうえき）                                                                          | 岡山県久米郡美咲町（久米郡中央町）   | 高谷智泰（岡山放送局） | 9:19                        | 9617.9km(8848.8km)   | 291.5km(うち最長片道切符49.1km)   | 津山駅、新見駅、倉敷駅、福山駅                                                                                             |
| 6/15  | 三良坂駅（みらさかえき）                                                                          | 広島県三次市                         | 村上真吾（広島放送局） | 11:36                       | 9879.7km(9110.6km)   | 261.8km                           | |
| 6/15  | 三良坂駅（みらさかえき）                                                                          | 広島県三次市                         | 村上真吾（広島放送局） | 11:36                       | 9879.7km(9110.6km)   | 261.8km                           | 塩町駅、備後落合駅、備中神代駅、米子駅、松江駅                                                                             |
| 6/16  | 西出雲駅（にしいずもえき）                                                                        | 島根県出雲市                         | 徳永圭一（松江放送局） | 12:01                       | 10106.1km(9337.0km)  | 226.4km                           | |
| 6/16  | 西出雲駅（にしいずもえき）                                                                        | 島根県出雲市                         | 徳永圭一（松江放送局） | 12:01                       | 10106.1km(9337.0km)  | 226.4km                           | 江津駅、三次駅、広島駅、岩国駅                                                                                             |
| 6/17  | 大畠駅（おおばたけえき）                                                                          | 山口県柳井市(玖珂郡大畠町)           | 喜多賢治（山口放送局） | 12:16(5)                    | 10415.1km(9646.0km)  | 309.0km                           | |
| 6/17  | 大畠駅（おおばたけえき）                                                                          | 山口県柳井市(玖珂郡大畠町)           | 喜多賢治（山口放送局） | 12:16(5)                    | 10415.1km(9646.0km)  | 309.0km                           | 柳井駅、新山口駅、山口駅、益田駅、長門市駅、厚狭駅、下関駅、小倉駅、別府駅                                                 |
| 6/18  | 東別府駅（ひがしべっぷえき）                                                                      | 大分県別府市                         | 松田利仁亜（大分放送局） | 13:52(3)                    | 10895.8km(10126.7km) | 480.7km(4)                        | |
| 6/18  | 東別府駅（ひがしべっぷえき）                                                                      | 大分県別府市                         | 松田利仁亜（大分放送局） | 13:52(3)                    | 10895.8km(10126.7km) | 480.7km(4)                        | 大分駅、宮崎駅 |
| 6/19  | 青井岳駅（あおいだけえき）                                                                        | 宮崎県都城市（北諸県郡山之口町）     | 古賀一（宮崎放送局） | 10:21                       | 11142.3km(10373.2km) | 246.5km                           | |
| 6/19  | 青井岳駅（あおいだけえき）                                                                        | 宮崎県都城市（北諸県郡山之口町）     | 古賀一（宮崎放送局） | 10:21                       | 11142.3km(10373.2km) | 246.5km                           | 都城駅、吉松駅、隼人駅、鹿児島中央駅、新八代駅、熊本駅                                                                     |
| 6/21  | 上熊本駅（かみくまもとえき）（台風接近の予報があったため、関口本人は折尾駅へ先回り）              | 熊本県熊本市                         | 望月啓太（熊本放送局） | 12:00                       | 11466.8km(10697.7km) | 324.5km                           | |
| 6/21  | 上熊本駅（かみくまもとえき）（台風接近の予報があったため、関口本人は折尾駅へ先回り）              | 熊本県熊本市                         | 望月啓太（熊本放送局） | 12:00                       | 11466.8km(10697.7km) | 324.5km                           | 久留米駅、夜明駅、田川後藤寺駅、新飯塚駅                                                                                   |
| 6/22  | 折尾駅（おりおえき）                                                                              | 福岡県北九州市八幡西区               | 塚原泰介（北九州放送局） | 8:14                        | 11664.1km(10895.0km) | 197.3km                           | |
| 6/22  | 折尾駅（おりおえき）                                                                              | 福岡県北九州市八幡西区               | 塚原泰介（北九州放送局） | 8:14                        | 11664.1km(10895.0km) | 197.3km                           | 吉塚駅、桂川駅、原田駅、鳥栖駅、有田駅、早岐駅、諫早駅                                                                     |
| 6/23  | 肥前山口駅（ひぜんやまぐちえき）（関口本人は諫早で前泊し、中継開始時に同駅に到着)                 | 佐賀県杵島郡江北町                   | 杉岡英樹（佐賀放送局） | 10:46(6/22→9:48,6/23→0:58)  | 11953.1km(11184.0km) | 289.0km                           | |
| 6/23  | 肥前山口駅（ひぜんやまぐちえき）（関口本人は諫早で前泊し、中継開始時に同駅に到着)                 | 佐賀県杵島郡江北町                   | 杉岡英樹（佐賀放送局） | 10:46(6/22→9:48,6/23→0:58)  | 11953.1km(11184.0km) | 289.0km                           | |

- 片道運賃：90,820円（四国を除く）、有効期間：57日。
- 黒磯駅では朝の生中継の放送開始が15分遅くなったため、森下和哉アナがその旨の断りを述べた。この部分は夜の再放送やチャンネル銀河での放送でもそのまま流されている。
- 東京駅では、前日の行程があまりに長く深夜まで及んで編集が間に合わないためか、VTRを流さず、東京駅の紹介と視聴者からの手紙などを紹介するだけだった。翌日の桜木町駅で2日分のVTRを放送した。
- 小和田駅の中継では、関口が、当日朝に一つ前の大嵐駅から電車で移動[9]した。なお、2004年5月29日の｢土岐市駅｣の回では、大嵐駅から移動する模様を放送していた。
- 弥富駅では朝の生中継中、VTR部分にノイズ音が多数入り、夜の再放送では、雑音部分をカットして再編集した。
- 中継の冒頭では通常、「OP終了とともにリポーターが登場。駅に関して簡単に説明→関口が紹介される」という構成だったが、高松駅の中継ではOP終了とともに関口が登場して宛もリポーターであるかのように自己紹介をして、「わしアナウンサーちゃうわ！アナウンサーさんどこ!?」と言わしめる演出があった。
- 上熊本駅では朝の生中継で機械が故障してVTRが出ず、しかもこの日に限って関口が出演していないため、望月啓太アナが1人で15分間しゃべり続けてつないだ。夜の再放送ではVTRを入れて編集し直した。翌日のVTRには、朝に放送できなかった前日分の模様をもう一度入れたため、嘉例川駅の名誉駅長[10]が必要以上にクローズアップされる結果となった。
- 番組中では次の中継地の都合や演出などにより、先述の大嵐の他に美瑛・気仙沼・諫早の3駅も各日の移動の終点となった。このため、常陸大子までの4754.4kmと亀甲からの2335.2kmは前者が17日間、後者が10日間それぞれ無休で移動となった。

## 番組関連本
書籍版では絵日記風になっていてイラストの部分の着色にクーピーペンシルを用いた。
- 「列島縦断　鉄道12000kmの旅　絵日記でめぐる43日間」ISBN 4198619328
- 「別冊宝島 列島縦断 鉄道12000km 最長片道切符の旅」ISBN 4796643478
- 「関口知宏「列島縦断」シリーズ 3巻セット」ISBN 4198690022

## DVD・BD
DVD
- 決定版 列島縦断鉄道12000km 最長片道切符の旅
  1. 北海道・東北・信越編（稚内 - 黒磯）BVB431050
  2. 関東・中部・関西編（黒磯 - 餘部）BVB431051
  3. 中国・四国・九州編（餘部 - 肥前山口）BVB431052
- 車窓と列車の風景でつづる 列島縦断 鉄道12000kmの旅 08952A1

BD
- 決定版 列島縦断 鉄道12,000km 最長片道切符の旅 [Blu-ray]　B00139ZKH0